# 达卡里·约翰逊
达卡里·纳伊姆·帕穆贾·约翰逊（1995年9月22日—），美国职业篮球运动员，大学时期代表肯塔基大学野猫队出战。在2015年NBA选秀中，他以第二轮总48顺位被俄克拉荷马城雷霆选中。

## 高中生涯
约翰逊在新泽西州伊丽莎白的圣帕特里克高中度过了他的2010-11赛季。当他的教练凯文·博伊尔决定来到蒙特沃德学院执教时，约翰逊随博伊尔来到了蒙特沃德学院。因为转校的缘故，约翰逊在学院坐了一年板凳。因为学习成绩优秀，所以约翰逊决定跳过三年级，直接进入四年级。在他的四年级赛季中，他场均可以贡献17分，11个篮板球和4.3次盖帽。他受邀参加了2013年的麦当劳全明星赛，并贡献12分。

## 大学生涯
约翰逊在高中毕业后得到了锡拉丘兹等六所学校的招募，最后他选择了肯塔基大学。在大一的39场比赛中，他首发18场，并场均贡献5.2分和3.9个篮板球。在NCAA锦标赛最终四强面对威斯康辛大学的比赛中，他拿下10分7个篮板球，其中5个是前场篮板球，帮助肯塔基击败威斯康辛大学。
在大一赛季结束后，约翰逊选择留队，并在大二赛季场均出场16.4分钟，贡献6.4分和4.6个篮板球。大二赛季结束后，约翰逊和队友卡爾-安東尼·唐斯、威利·考利-斯坦、德文·布克、特雷·莱尔斯和哈里森兄弟等七人共同宣布参选。

## 职业生涯
在2015年NBA选秀中，约翰逊以次轮总第48顺位被俄克拉荷马城雷霆选中。
2018年9月11日，中国男子篮球职业联赛青岛雄鹰宣布簽下约翰逊。2019年约翰逊帶領安徽文一奪冠，個人獲選总决赛MVP。2020年9月8日，约翰逊與青岛雄鹰完成續約。11月24日，青岛雄鹰完成註冊约翰逊。2021年10月8日，约翰逊與青岛雄鹰完成續約。
2023年6月20日，约翰逊加盟全国男子篮球联赛安徽文一，最終助隊奪下冠軍。同年12月约翰逊重返青岛雄鹰。2024年2月1日，约翰逊被青岛雄鹰裁掉，约翰逊代表青岛雄鹰出賽11場，場均攻下5.3分、5.4籃板。2024年5月15日，安徽文一宣布2024年賽季繼續與约翰逊合作。